# Cladocarpus paradiseus
Cladocarpus paradiseus is een hydroïdpoliep uit de familie Aglaopheniidae. De poliep komt uit het geslacht Cladocarpus. Cladocarpus paradiseus werd in 1877 voor het eerst wetenschappelijk beschreven door Allman. 